# Fuduntu
Fuduntu Linux — дистрибутив Linux на базе Fedora, созданный Эндрю Уайэтом. По словам разработчиков, дистрибутив представляет собой нечто среднее между Ubuntu и Fedora. Оптимизирован для работы на нетбуках и прочих портативных компьютерах, но при этом позиционируется как ОС общего назначения.

## Особенности
Изначально Fuduntu создавалась для запуска на нетбуках Asus Eee PC и некоторых похожих моделей. Некоторые каталоги, как /tmp и /var/log, перемещены в оперативную память. Также Fuduntu содержит апплет управления энергопотреблением Jupiter (Andrew Wyatt, основатель дистрибутива Fuduntu), для управления производительностью и потреблением питания CPU, разрешением экрана и прочим.
Важной особенностью данного дистрибутива является использование GNOME 2, и авторы продолжают совершенствование библиотек и поддержку GNOME 2. Это очень Важный фактор для пользователей, которым не требуются специфические нововведения GNOME 3, вокруг которых разгорается множество споров.
Стандартная установка включает в себя Nautilus Elementary, Adobe Flash, кодер Fluendo для воспроизведения MP3-файлов, Медиапроигрыватель VLC, Infinality Freetype, LibreOffice, Gmail, и текстовый редактор Nano.

## История версий дистрибутива
| Дата выпуска     | Версия  |
| ---------------- | ------- |
| 7 ноября 2010    | 14.0.8  |
| 25 ноября 2010   | 14.5    |
| 6 декабря 2010   | 14.6    |
| 10 декабря 2010  | 14.7    |
| 18 декабря 2010  | 14.7-2  |
| 21 декабря 2010  | 14.7-3  |
| 5 января 2011    | 14.7-7  |
| 7 января 2011    | 14.8    |
| 16 января 2011   | 14.8-2  |
| 23 января 2011   | 14.8-3  |
| 29 января 2011   | 14.8-4  |
| 11 марта 2011    | 14.9    |
| 18 июня 2011     | 14.10   |
| 4 июля 2011      | 14.10.1 |
| 20 сентября 2011 | 14.11   |
| 7 ноября 2011    | 14.12   |
| 10 января 2012   | 2012.1  |
| 1 апреля 2012    | 2012.2  |
| 2 июля 2012      | 2012.3  |
| 1 октября 2012   | 2012.4  |
| 7 января 2013    | 2013.1  |
| 8 апреля 2013    | 2013.2  |

## Будущее дистрибутива
На встрече команды разработчиков дистрибутива 14 апреля 2013 года было решено прекратить развитие дистрибутива Fuduntu и выпуск новых версий более не планируется. Большая часть команды разработчиков задумывалась о работе над новым дистрибутивом — Cloverleaf Linux на базе openSUSE, который так и не увидел свет. На созданном сайте https://web.archive.org/web/20130922183735/http://cloverleaf-linux.org/ объявили, что из запланированных 11 разработчиков,практически все отказались продолжать разработку самостоятельного дистрибутива.